# Корона (футболист)
Миге́ль А́нхель Гарси́я Пе́рес-Рольда́н (исп. Miguel Ángel García Pérez-Roldán; 12 февраля 1981, Талавера-де-ла-Рейна, Толедо, Кастилия — Ла-Манча, Испания) более известный как Корона (исп. Corona) — испанский футболист, полузащитник.

## Карьера

### Клубная
Мигель родился в городе Талавера-де-ла-Рейна, провинции Толедо. Начинал заниматься футболом в академии мадридского «Реала». Выступал за команду «Реал Мадрид C», с 2000 года выступал за «Кастилью», 13 февраля 2000 года дебютировал за клуб в матче Сегунды Б против клуба «Понтеведра» выйдя на замену на 52 минуте вместо Ману Санчеса. В январе 2001 года, так и не сыграв ни одного матча за основной клуб, по приглашению Луиса Косты перешёл в клуб Ла Лиги «Реал Сарагоса». Дебютировал в матче против своего родного клуба, «Реала», 24 января 2001 года, выйдя на замену 70 минуте вместо Пауло Джамелли.
Не закрепившись в составе «Сарагосы», в начале сезона отправился в годовую аренду в клуб Сегунды «Полидепортиво», дебютировав 28 августа 2008 года против «Понтеведры». Всего под руководством Пепе Меля провёл 31 матч и забил 1 гол.
Во второй половине сезона 2005/06 был отправлен в аренду до конца сезона в «Альбасете». Дебютировал выйдя на замену вместо Хуанлу 12 февраля 2006 года в матче против «Эйбара».
В начале сезона 2006/07 вновь отправился в аренду в «Альмерию», в которой сразу стал игроком основного состава. Под предводительством тренера Унаи Эмери и вместе со своим бывшим партнером по «Сарагосе» Фернандо Сориано добились выхода в Ла Лигу.
В начале сезона 2007/08 Корона окончательно перешёл в «Альмерию», где стал основным игроком и помог в дебютном сезоне занять восьмое место в чемпионате.
Корона забил свой первый в высшем дивизионе и единственный в сезоне 2007/08 гол в матче с «Осасуной» 9 марта 2008 года. В последующие годы он оставался основным игроком команды.
19 января 2011 года Мигель забил один из самых важных голов «Альмерии» в кубковом матче с «Депортиво Ла-Корунья», закончившегося победой его команды со счётом 3:2, впервые выведя клуб в полуфинал Кубка Испании. 9 апреля он забил свой второй гол в сезоне — в ворота «Барселоны», однако «Альмерия» уступила 1:3, что похоронило надежду клуба остаться в высшей лиге испанского футбола.
По состоянию на 2015 год Корона является лидером по проведённым матчам за клуб в высшем дивизионе чемпионата Испании.
23 марта 2015 года расторг контракт с клубом и уже на следующий день подписал контракт с клубом А-Лиги «Брисбен Роар»..
12 мая 2016 года объявил о завершении карьеры футболиста, после чего был назначен спортивным директором клуба.

### Международная
Корона выступал за сборные Испании различных возрастов. Со сборной до 16 лет становился победителем Чемпионата Европы в 1997 году.

## Достижения
- Победитель Чемпионата Европы (до 16 лет): 1 (1997)
- Серебряный призёр Сегунды Испании (2): 2002/03, 2006/07
- Бронзовый призёр Сегунды Испании (1): 2012/13
- Обладатель Кубка Испании (1): 2003/04
- Обладатель Суперкубка Испании (1): 2004